# César Sampaio
Carlos César Sampaio Campos (São Paulo, 31 maart 1968) is een voormalig Braziliaans voetballer.

## Clubcarrière
César Sampaio speelde tussen 1986 en 2004 voor Santos, Palmeiras, Yokohama Flügels, Deportivo La Coruña, Corinthians, Kashiwa Reysol, Sanfrecce Hiroshima en São Paulo.

## Interlandcarrière
César Sampaio debuteerde in 1990 in het Braziliaans nationaal elftal en speelde 47 interlands, waarin hij 6 keer scoorde.

## Erelijst
Palmeiras
- Campeonato Brasileiro Série A: 1993, 1994
- Campeonato Paulista: 1993, 1994
- Torneio Rio-São Paulo: 1993, 2000
- Copa do Brasil: 1998
- Copa Mercosul: 1998
- CONMEBOL Libertadores: 1999

 Yokohama Flügels
- Asian Cup Winners' Cup: 1995
- Asian Super Cup: 1995
- Emperor's Cup: 1998

 Deportivo La Coruña
- Supercopa de España: 2000

 Corinthians
- Campeonato Paulista: 2001

 Brazilië
- FIFA Confederations Cup: 1997
- CONMEBOL Copa América: 1997

Individueel
- Bola de Ouro: 1990, 1993
- Bola de Prata: 1990, 1993